# Ham Fair

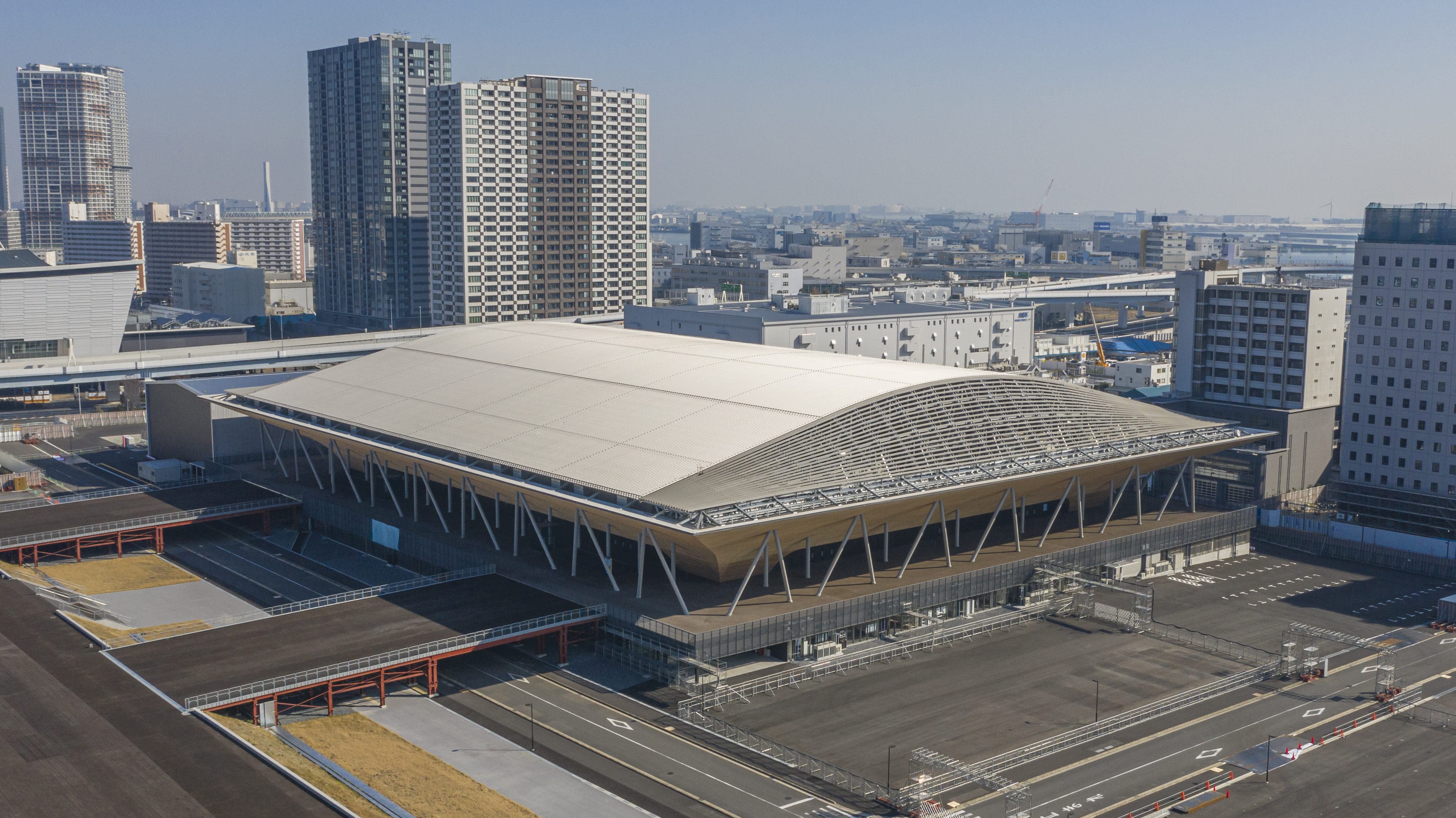
Veranstaltungsort der Ham Fair ist das Ariake Gymnastics Centre im Süden der japanischen Hauptstadt

Ham Fair (deutsch „Amateurfunkmesse“) ist die englische Bezeichnung einer jährlich in der japanischen Hauptstadt Tokio stattfindenden Messe für Amateurfunk. Ausgerichtet wird sie von der Japan Amateur Radio League (JARL), der nationalen Vereinigung der Funkamateure in Japan.

## Geschichte

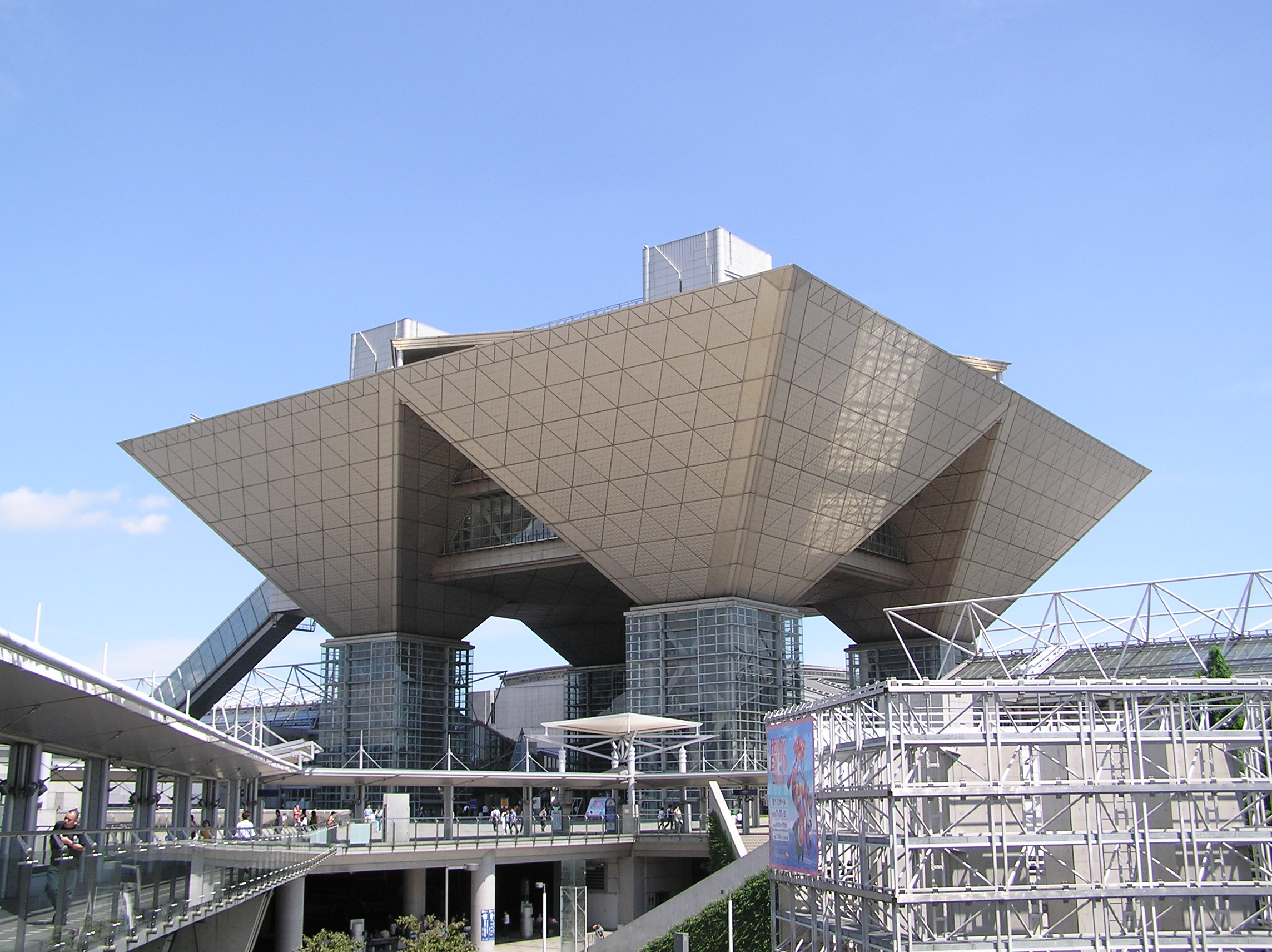
Zuvor wurde die Ham Fair im riesigen Konferenzzentrum Tokyo Big Sight ausgerichtet

Die Ham Fair findet jährlich bereits seit 1975 statt, zur Zeit am letzten August-Wochenende. Im Jahr 2019 wurde sie zum 43. Mal veranstaltet. Nachdem sie zu diesem Zeitpunkt im Tokyo Big Sight stattfand, einem im April 1996 eröffneten Messegelände in Kōtō, einem Stadtbezirk der japanischen Hauptstadt, ist aktueller Tagungsort das Ariake Gym-Ex, eine für die Olympischen Sommerspiele 2020 im Süden Tokios gebaute Mehrzweckhalle. Sie steht unweit des Tokyo Big Sight ebenfalls im Stadtteil Ariake.
Die Ham Fair gehört mit etwa 39.000 Besuchern (im Jahr 2018) zu den größten der Welt. Jugendliche unter 21 Jahren und weibliche Besucher genießen freien Eintritt. Das Motto der Messe lautet: „Freunde auf der ganzen Welt! Amateurfunk!“.

## Messe
Die Ham Fair gibt den Besuchern jedes Jahr einmal die Gelegenheit, sich über die aktuelle Funktechnik zu informieren und Funkgeräte sowie Zubehör, wie Antennen, zu erwerben. Darüber hinaus bietet sie der weltweiten Gemeinschaft der Funkamateure einen Treffpunkt zum Erfahrungs- und Meinungsaustausch. Auch den weltweit vernetzten Amateurfunkverbänden, die zusammen in der International Amateur Radio Union (IARU) organisiert sind, wird hier eine Plattform geboten.

## Flohmarkt
Anders als bei den anderen beiden großen Amateurfunkmessen, der Hamvention in den Vereinigten Staaten und der Ham Radio in Friedrichshafen, ist der begleitende Flohmarkt nicht in separaten Hallen (Ham Radio) beziehungsweise unter freiem Himmel (Hamvention) angesiedelt, sondern integraler Bestandteil der Messe. Er bietet den Besuchern die Gelegenheit, vielfältige Objekte für ihr Hobby zu erwerben. Hier werden gebrauchte Geräte, Komponenten, Bücher und weitere Utensilien rund um den Amateurfunk zum Kauf angeboten.

## Vorträge
Darüber hinaus gibt es ein umfangreiches Rahmenprogramm mit Fachvorträgen zum Thema, großteils in japanischer Sprache.